# René Pleven
René Pleven (15. dubna 1901, Rennes – 13. ledna 1993, Paříž) byl francouzský politik.

## Politická kariéra
Ve dvou obdobích byl premiérem Francie (1950–1951, 1951–1952). Zastával i řadu dalších vládních funkcí: ministr kolonií (1944), ministr financí (1944–1946), ministr národního hospodářství (1945), ministr obrany (1949–1950, 1952–1954), ministr zahraničních věcí (1958), ministr spravedlnosti (1969–1973). Byl zakladatelem strany Union démocratique et socialiste de la Résistance, která stála nalevo od Radikální strany a napravo od socialistů. V letech 1946–1953 byl i jejím předsedou, vystoupil z ní roku 1958, aby podpořil de Gaullův plán nového ústavního pořádku. Byl velkým příznivcem evropské integrace. Jako premiér připravil tzv. Plevenův plán, který volal po společné evropské armádě – ten ovšem narazil u gaullistů (ovšem i socialistů a komunistů).